# Johannes Wichelhaus
Johannes Wichelhaus (13. ledna 1819, Mettmann – 14. února 1858, Halle (Saale)) byl německý protestantský (reformovaný) teolog.
Od roku 1854 byl profesorem na univerzitě v Halle nad Saalou. Věnoval se zejména bádání nad pešitou. Teologicky byl orientován konfesijně a konzervativně. Mezi jeho žáky patřil Eduard Böhl.